# Gorczyca biała
Gorczyca biała, gorczyca jasna (Sinapis alba) – pospolita przyprawowa roślina należąca do rodziny kapustowatych (Brassicaceae). Jest uprawiana w wielu krajach.

## Rozmieszczenie geograficzne
Rodzimy obszar jej występowania to Europa Południowa (Grecja, Włochy, Portugalia i Hiszpania), Afryka Północna, Azja Zachodnia i Pakistan. Rozprzestrzeniła się gdzieniegdzie również poza tymi rejonami. Obecnie występuje również w Polsce jako antropofit zadomowiony.

## Morfologia

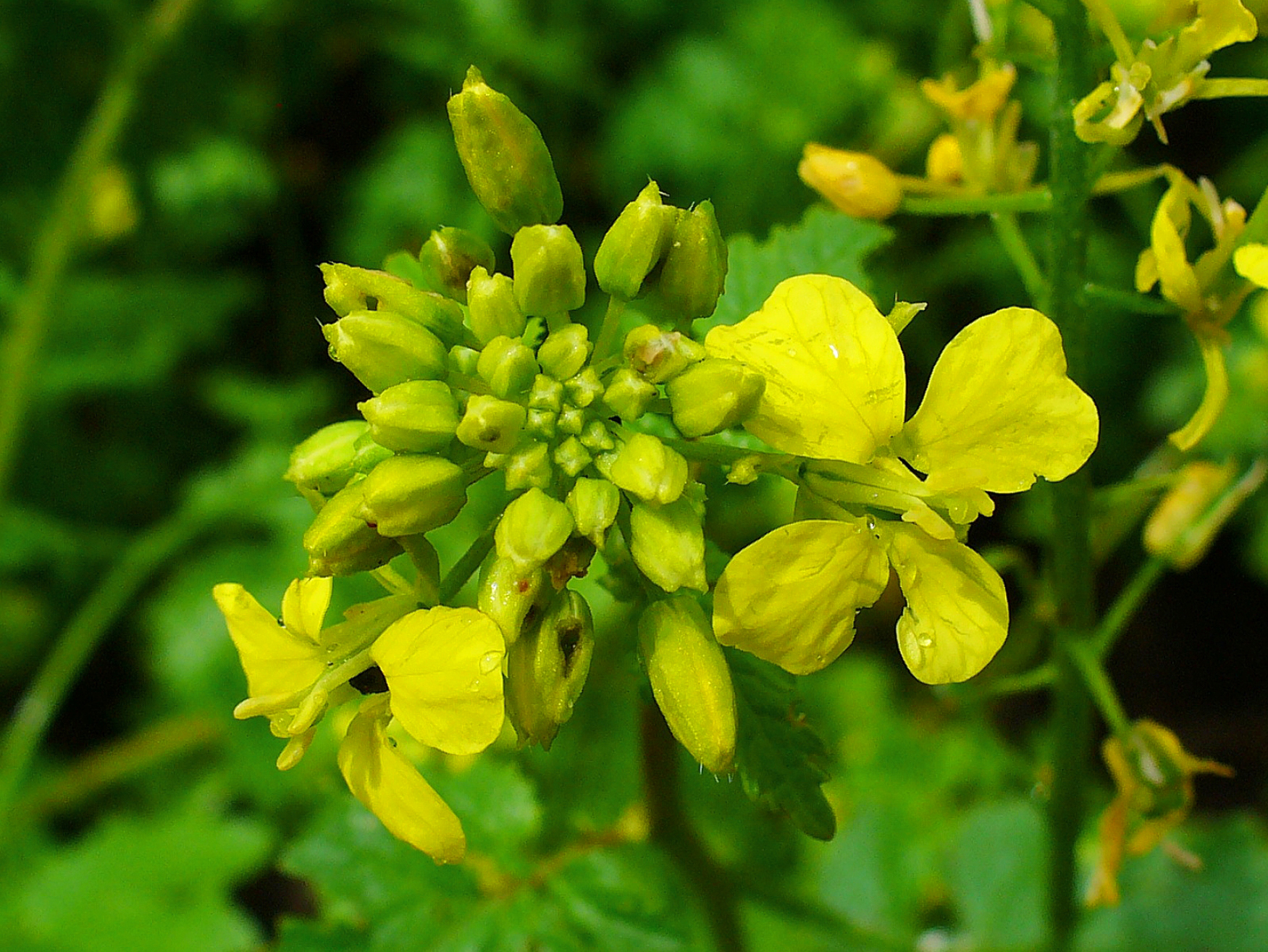
Kwiaty

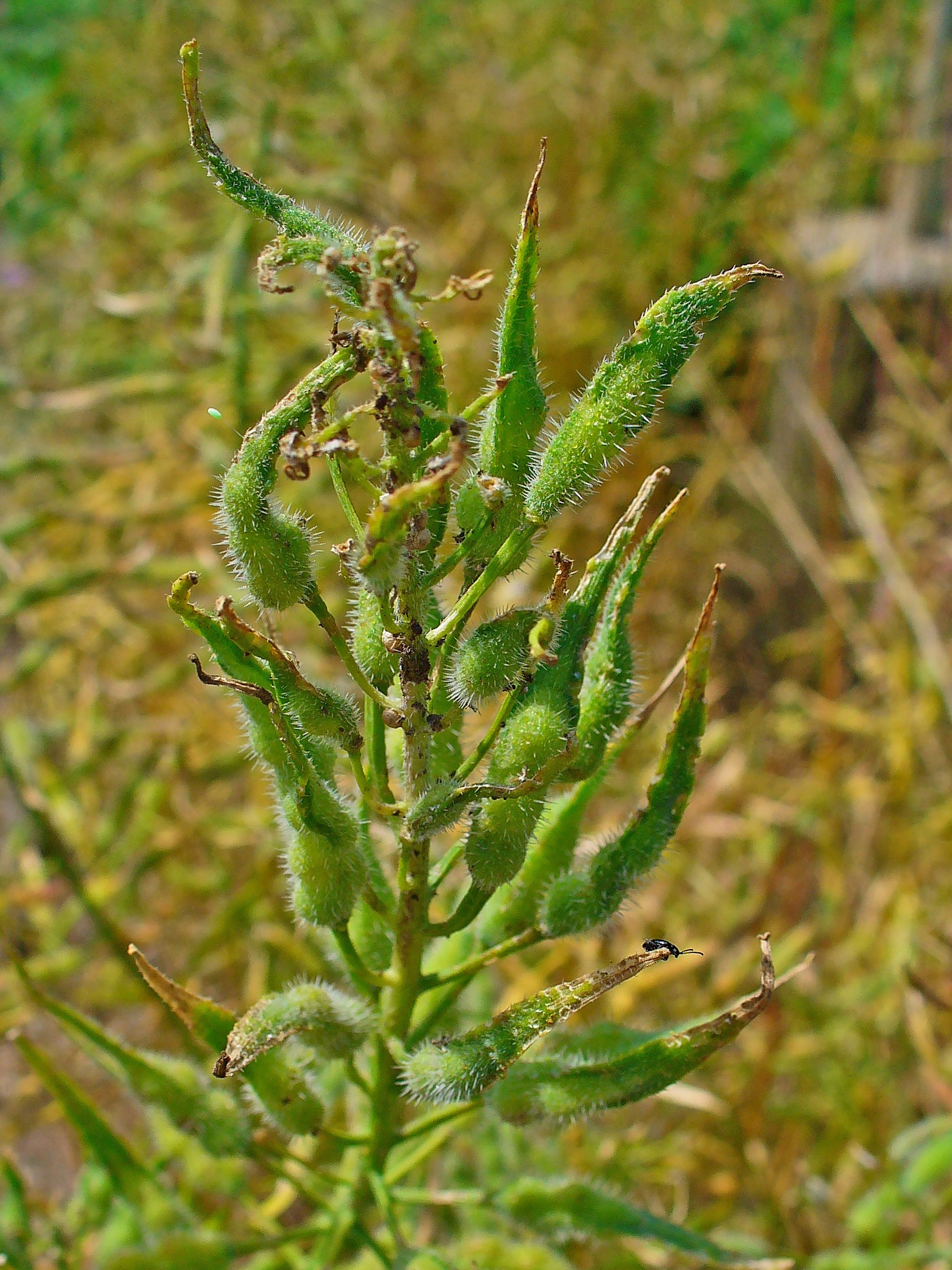
Owoce

ŁodygaProsto wzniesiona, rozgałęziona i szorstko owłosiona; dochodzi do 0,6 metra wysokości, a na dobrej i odpowiednio wilgotnej ziemi nawet wyżej.
LiścieOgonkowe, naprzemianległe, słabo owłosione i wszystkie, włącznie z górnymi, pierzastodzielne, o działkach nierówno i tępo ząbkowanych.
KwiatyPachnące, złocistożółte; o 4 działkach kielicha i 4 płatkach korony ułożonych na krzyż (stąd nazwa rodziny), odchylone prawie pod kątem prostym, oraz 6 pręcików (4 dłuższe i 2 krótsze) i l słupek. W czasie kwitnienia wierzchołek kwiatostanu przypomina baldachogrono i ma na obwodzie kwiaty w pełni rozwoju, a w środku kwiaty najmłodsze i pączki kwiatowe.
OwoceKrótkie, okrągławe na przekroju łuszczyny, mocno odchylone na zewnątrz i szorstko owłosione. Dojrzałe łuszczyny pękają, odsłaniając błoniastą przegrodę, do której po obu stronach są przymocowane nasiona. Są one okrągłe, koloru jasnożółtego; dojrzałe bardzo łatwo się osypują.
KorzeńBiaławy, rozgałęziony.

## Biologia i ekologia

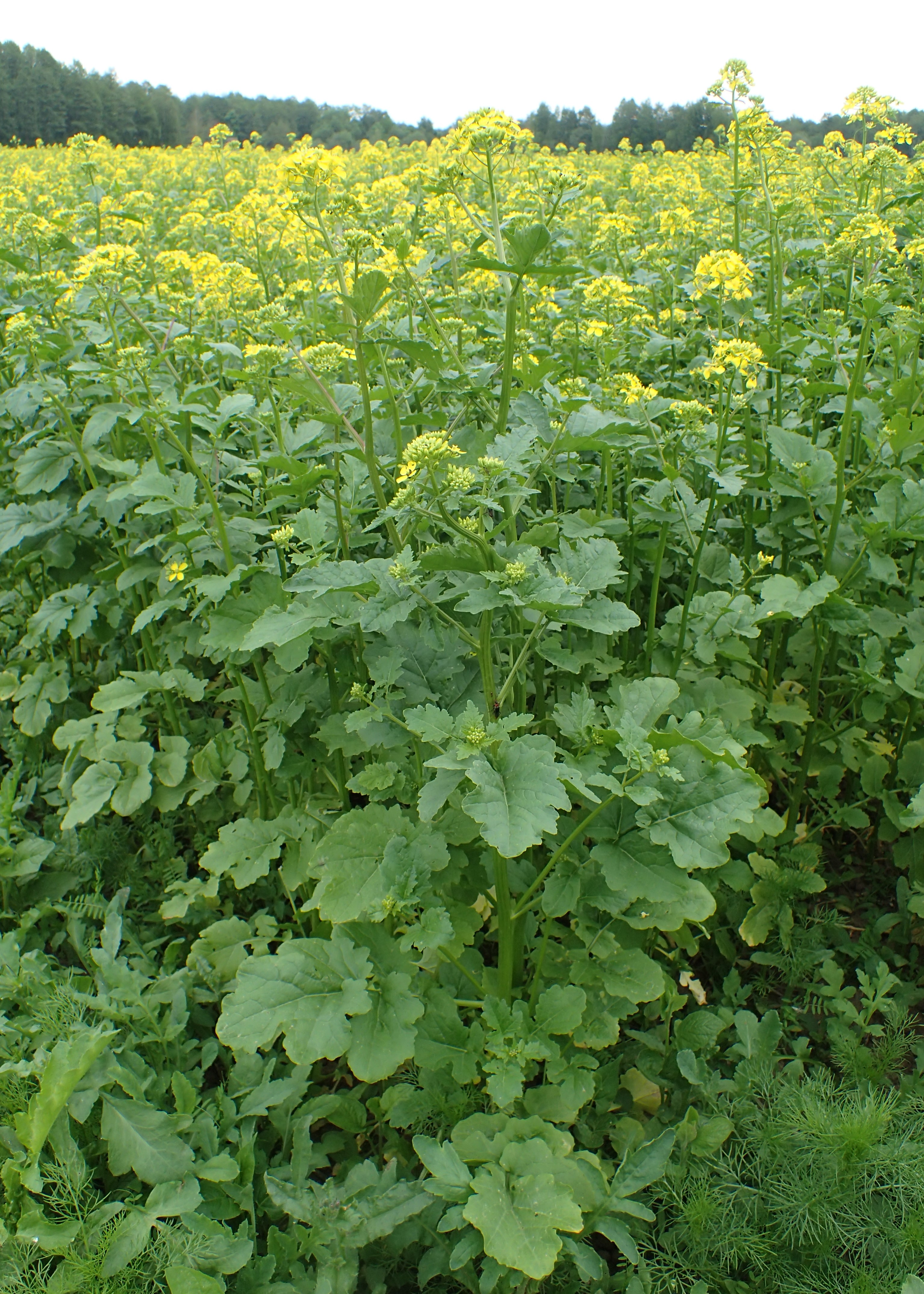
Pokrój

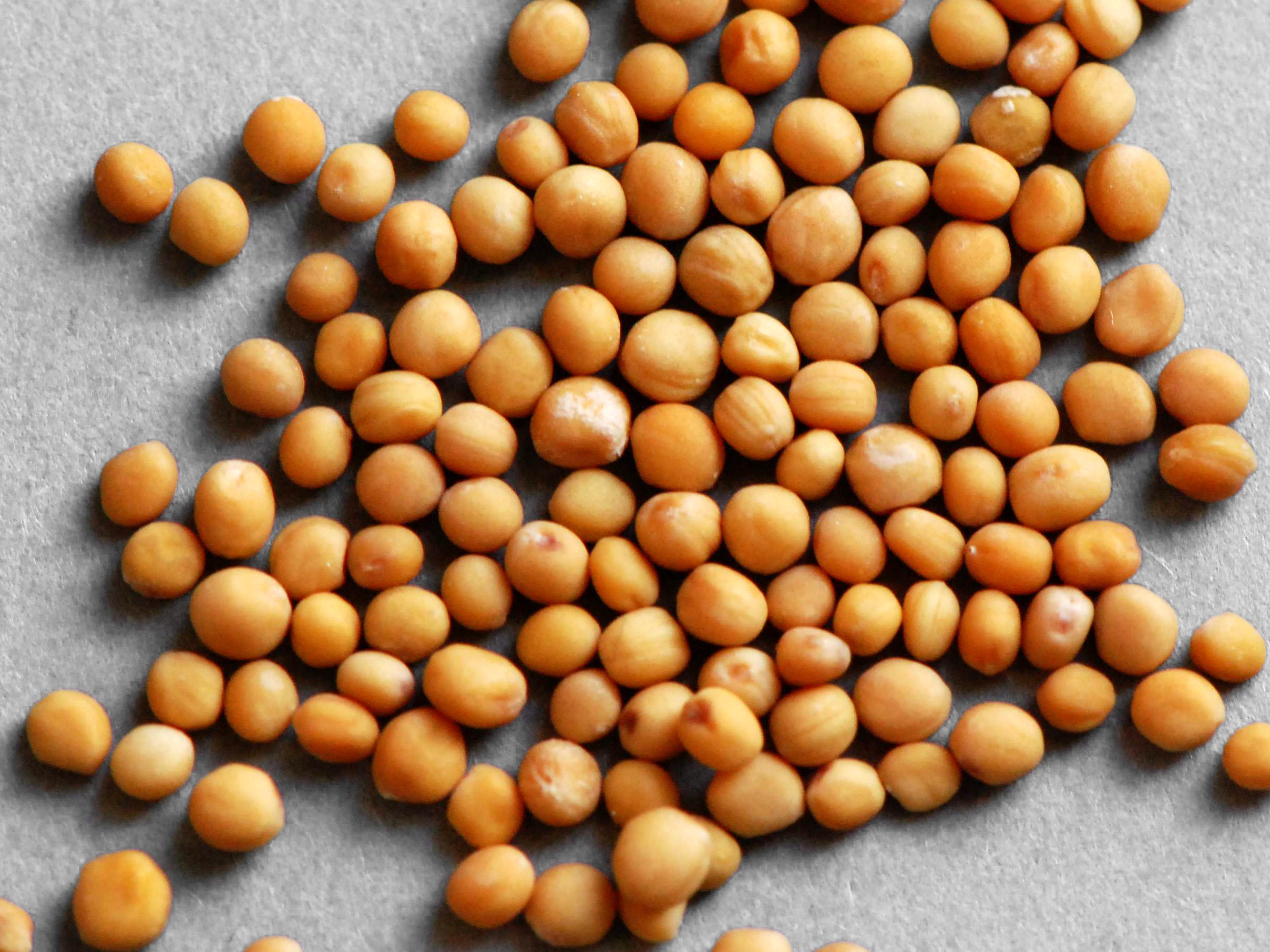
Nasiona

Roślina jednoroczna. Kwitnie od końca maja do początku sierpnia. Roślina miododajna. 
Roślina trująca dla zwierząt (koni, bydła, świń, owiec i drobiu) w czasie owocowania. Nasiona zawierają dużo (ok. 0,2%) olejku gorczycznego powodującego stany zapalne błon śluzowych. U zwierząt powoduje on brak apetytu, zaburzenia przewodu pokarmowego, biegunki, osłabienie i brak ruchliwości. U ludzi działanie drażniące na przewód pokarmowy występuje w przypadku spożycia dużej ilości nasion, ale też np. musztardy. W ciężkich przypadkach może dojść do zaburzeń czynności serca  i oddechu oraz wpływu na ośrodkowy układ nerwowy. Przy wydalaniu metabolitów mogą wystąpić stany zapalne i uszkodzenia nerek i dróg moczowych.

## Zmienność
Występuje w trzech podgatunkach:
- Sinapis alba L. subsp. alba (synonimy: Brassica alba (L.) Rabenh., Brassica hirta Moench, Sinapis alba var. melanosperma Alef.)
- Sinapis alba L. subsp. dissecta (Lag.) Simonk. (synonim Sinapis dissecta Lag)
- Sinapis alba L. subsp. mairei (H. Lindb.) Maire

## Zastosowanie
- Roślina lecznicza:
  - Surowiec zielarski: nasiona gorczycy białej – Semen Sinapis albae (Semen Erucae). Zawierają 22-35% oleju, 15-18% śluzu, glikozyd synalbinę, białka, sole mineralne i olejki eteryczne[7].
  - Działanie: przeciwzapalne, przeczyszczające, powlekające, pobudzające trawienie[7]. Wodny wyciąg z nasion stosuje się wewnętrznie w chorobach przewodu pokarmowego, nieżycie żołądka i jelit, zaparciach i niestrawności[7]. Zewnętrznie wyciągi wodne są używane do płukania przy zapaleniu gardła i migdałków, a poduszki gorczycowe (woreczek wypełniony nasionami) przykłada się do miejsc z bólami reumatycznymi i bolących stawów[7]. Działa drażniąco na skórę i błony śluzowe[5].
- Z nasion wytwarza się olejek gorczyczny (Oleum Erucae). Charakteryzuje się on ostrym, piekącym smakiem i zapachem, który pobudza wydzielanie soku żołądkowego i poprawia trawienie.
- Kulinaria. Jest podstawową rośliną, wraz z kolendrą, estragonem i pieprzem, używaną do sporządzania musztard i pieprzu ziołowego[7]. Jest bardzo często stosowanym dodatkiem do marynat, tłustych mięs i wędlin, potraw z jaj, sera i do różnych sosów[7].
- Rolnictwo: młode rośliny, przed kwitnieniem, są dobrą rośliną paszową. Roślina znajduje się w rejestrze roślin uprawnych Unii Europejskiej. Ze względu na krótki okres wegetacji i szybki przyrost masy zielonej często siana jako międzyplon ścierniskowy w celu przyorania i wzbogacenia gleby w próchnicę. Często stosowana w uprawie konserwującej.

## Obecność w kulturze
- Jest bardzo często wymieniana w Misznie wchodzącej w skład Talmudu[8].
- Roślina biblijna. Cytowana jest w Ewangeliach należących do Nowego Testamentu, w przypowieści Jezusa o podobieństwie Królestwa Niebieskiego do ziarnka gorczycy (Mt 13,31-32; Mk 4,31-32; Łk 13,19) oraz w nauce Jezusa o sile wiary (Mt 17,20; Łk 17,6)[8].